# Speed Graphic
För EP-skivan, se Speed Graphic (EP)

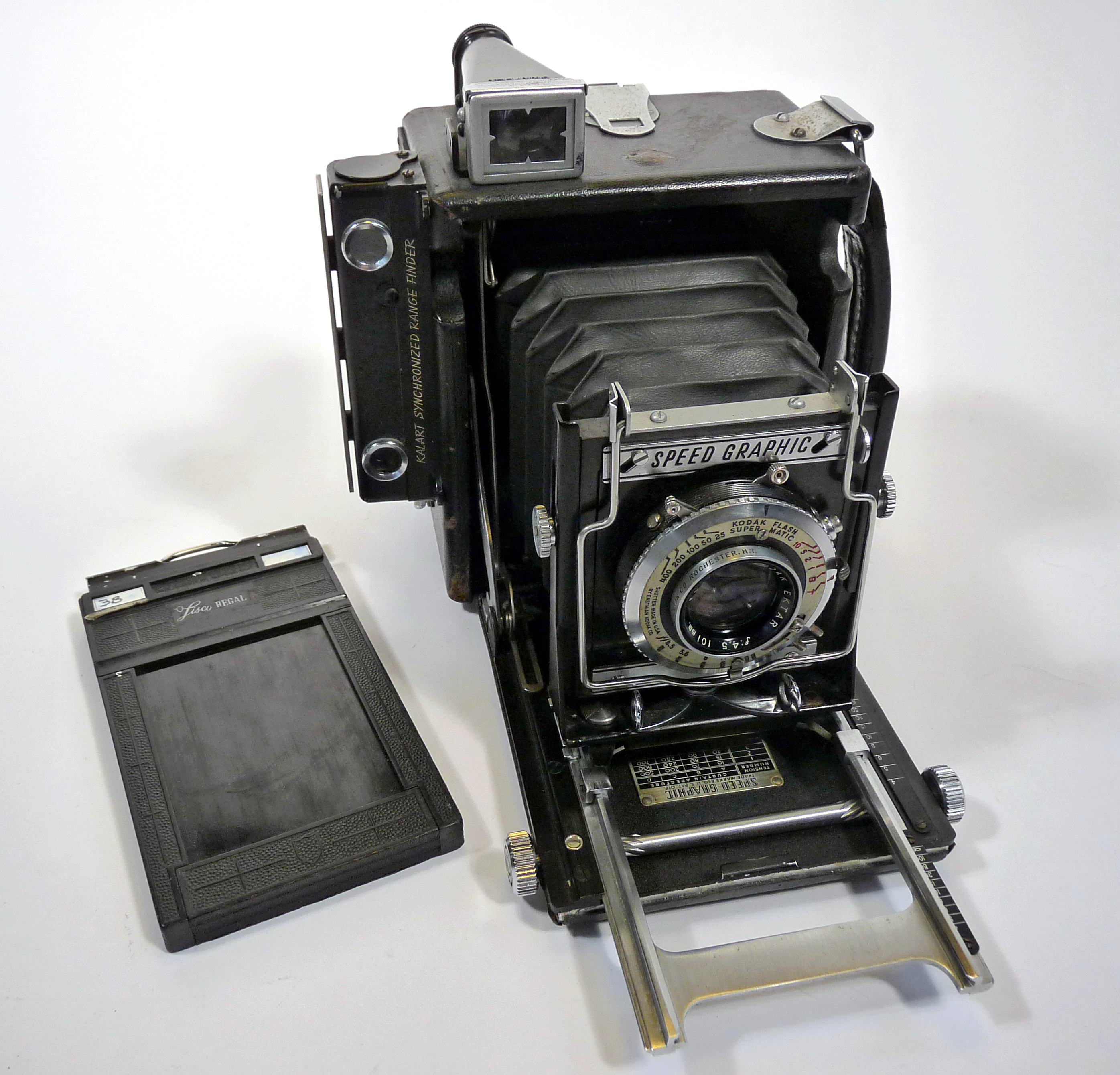
Graflex Speed Graphic i mellanstort format, Miniature Speed Graphic, från tidigt 1940-tal

Speed Graphic är en presskamera, som tillverkades av Graflex i Rochester i staten New York i USA. De första kamerorna tillverkades 1912 och de sista 1973. De viktigaste förbättringarna gjordes 1947 med modellen Pacemaker Speed Graphic, vilken var lättare. Den kameran var standardutrustning för amerikanska pressfotografer till mitten av 1960-talet.
Den ursprungliga Speed Graphic-kameran har en fokalplansslutare, vilket senare Crown Graphic- och Century Graphic-modeller saknar. Namnet "speed" kommer av att slutarens kortaste tid var 1/1000 sekund, vilket åstadkoms av fokalplansslutaren. 
Speed Graphic, framför allt de av de tidiga modellerna, var en långsam kamera att arbeta med. Att sätta vald hastighet på fokalplansslutaren krävde att fotografen valde bredd på springan såväl som spänning av fjädern. Varje exponering krävde att fotografen bytte bildhållaren, öppnade slutaren, ställde in fokalplansslutaren, tog bort skyddspapperet i den återinsatta filmhållaren, ställde in fokus för kameran samt öppnade fokalplansslutaren. Fotografen måste vara sparsmakad med exponeringar och förutse när något av intresse skulle inträffa, för att få rätt bild. 

## Användare
Den mest kände användaren av Speed Graphic var nog pressfotografen från New York Arthur "Weegee" Fellig, som tog bilder i New York på 1930- och 1940-talen.
Barbara Morgan använde en Speed Graphic för att fotografera Martha Grahams koreografi.
Flera Pulitzerpris för fotografi under 1940-talet togs med Speed Graphic-kameror, inklusive Associated Press-fotografen Joe Rosenthals fotografi av marinkårsoldater på fotografiet Raising the Flag on Iwo Jima från 1945.